# 1900年夏季奧林匹克運動會高爾夫比賽
高爾夫球比赛是1900年夏季奧林匹克運動會比賽項目之一，亦是首次在夏季奧林匹克運動會舉辦，設有兩個項目包括男子和女子個人比賽。與1900年奧運會的大多數其他比賽項目一樣，很少參賽者知道正在參加奧運會比賽。男子比賽由12名來自四個國家的選手參加，比賽採用36洞擊球賽制，美國的查爾斯·桑茲贏得金牌；女子比賽由10名來自法國的選手參加，比賽採用9洞擊球賽制，芝加哥高爾夫俱樂部的瑪格麗特·艾伯特贏得金牌。
男子和女子高爾夫比賽於距離巴黎北部約50公里的貢比涅俱樂部（Compiègne Club）舉行，這個高爾夫俱樂部建於1896年，是19世紀在英國或愛爾蘭以外建造的少數高爾夫球場之一。高爾夫球場由M.W. Freemantle設計，建在貢比涅賽馬場內。球場的佈局是平坦的，周圍是茂密的草叢，球道非常小，像郵票一樣大小。

## 項目成績
| 項目              | 金牌                          | 银牌                            | 铜牌                          |
| 男子個人 （詳細） | Charles Sands · 美国（USA）   | Walter Rutherford · 英国（GBR） | David Robertson · 英国（GBR） |
| 女子個人 （詳細） | 瑪格麗特·艾伯特 · 美国（USA） | Pauline Whittier · 美国（USA）  | Daria Pratt · 美国（USA）     |

## 獎牌榜
| 排名                     | 国家 / 地区              | 金牌 | 銀牌 | 銅牌 | 总计 |
| ------------------------ | ------------------------ | ---- | ---- | ---- | ---- |
| 1                        | 美国                     | 2    | 1    | 1    | 4    |
| 2                        | 英国                     | 0    | 1    | 1    | 2    |
| 总计（共2个国家 / 地区） | 总计（共2个国家 / 地区） | 2    | 2    | 2    | 6    |

## 參賽國家
賽事共有來自四個國家的22名參賽運動員參加。
- 法国（9）
- 英国（4）
- 希腊（1）
- 美国（8）